# William Herman Haas
William Herman Haas auch in der Schreibvariante William H. Haas (* 20. Juni 1872 in Bellevue, Huron County, Ohio; † 5. November 1960 in Evanston, Cook County, Illinois) war ein US-amerikanischer Geograph und Geologe.

## Leben

### Familie und Ausbildung
Der aus der im Bundesstaat Ohio gelegenen Kleinstadt Bellevue gebürtige William Herman Haas, Sohn des George Haas und der Minnie geborene Hankamer, wandte sich nach dem Besuch der öffentlichen Schulen dem Studium der Geographie sowie Geologie an der Ohio Northern University in Ada im Hardin County, später am Butler College in Indianapolis im Bundesstaat Indiana zu. 1903 erwarb  Haas einen Bachelor of Arts an der University of Chicago, 1922 erfolgte dort seine Promotion zum Ph.D.
William Herman Haas, Mitglied der United Church of Christ, schloss am 29. Juni 1910 den Bund der Ehe mit der aus Ottumwa im Bundesstaat Iowa stammenden Marion Mahon. Der in der Hinman Avenue in Evanston wohnhafte Haas verstarb im Spätherbst 1960 im Alter von 88 Jahren.

### Beruflicher Werdegang
Nach einem Einsatz als  Vice President der Samuel Mahon Company wurde William Herman Haas im Jahre 1914 an das Department of Geography der Northwestern University nach Evanston im Bundesstaat Illinois verpflichtet, 1924 wurde er zum Professor befördert, 1949 emeritiert. Zusätzlich war er in den Jahren 1917 und 1918 als Special Expert für das United States Shipping Board angestellt.
Haas betrieb geographische sowie geologische Studien im Mesa Verde National Park. Weitere Studien betrafen die Vergletscherung im Bundesstaat Ohio sowie spezielle Untersuchungen am Mississippi River. William Herman Haas trat darüber hinaus mit Beiträgen betreffend die Amerikanischen Ureinwohner sowie die Geographie von Brasilien hervor.

### Mitgliedschaften
Haas hielt Mitgliedschaften in der Chicago Academy of Sciences, der Geographic Society of Chicago, der Ecological Society of America, der Illinois State Academy of Science und der Association of American Geographers inne. Außerdem war er Mitglied der Freimaurer.

## Schriften
- The influences of glaciation in Ohio, Philadelphia, 1917
- Geography and geology of the Mesa Verde National Park and its environs, Chicago, Ill., 1923
- Studies in the Geography of Brazil, in: National Council for Geographic Education, National Council of Geography Teachers (U.S.), American Geographical Society of New York: The Journal of geography. : volume 22, number 9,  National Council for Geographic Education, Indiana, PA, etc., 1923, S. 325–335.
- The cliff-dweller and his habitat, in: Annals of the Association of American Geographers. : volume 16,  The Association, Washington, D.C., 1926
- The Mississippi river: asset or liability?, Clark University, Worchester, Mass., 1931
- zusammen mit W. O. Blanchard: The American empire; a study of the outlying territories of the United States, The University of Chicago Press, Chicago, Ill., 1940
- Outposts of defense, The University of Chicago Press, Chicago, Ill., 1942
- The rural land classification program of Puerto Rico, in: Studies in geography (Evanston, Ill.), number 1., Evanston, Ill., 1952